# 菁寮老街
菁寮老街位於台灣台南市後壁區菁寮，為2005年紀錄片無米樂的主要場景，在紀錄片播出之後，成為近年著名的旅遊景點。

## 簡介

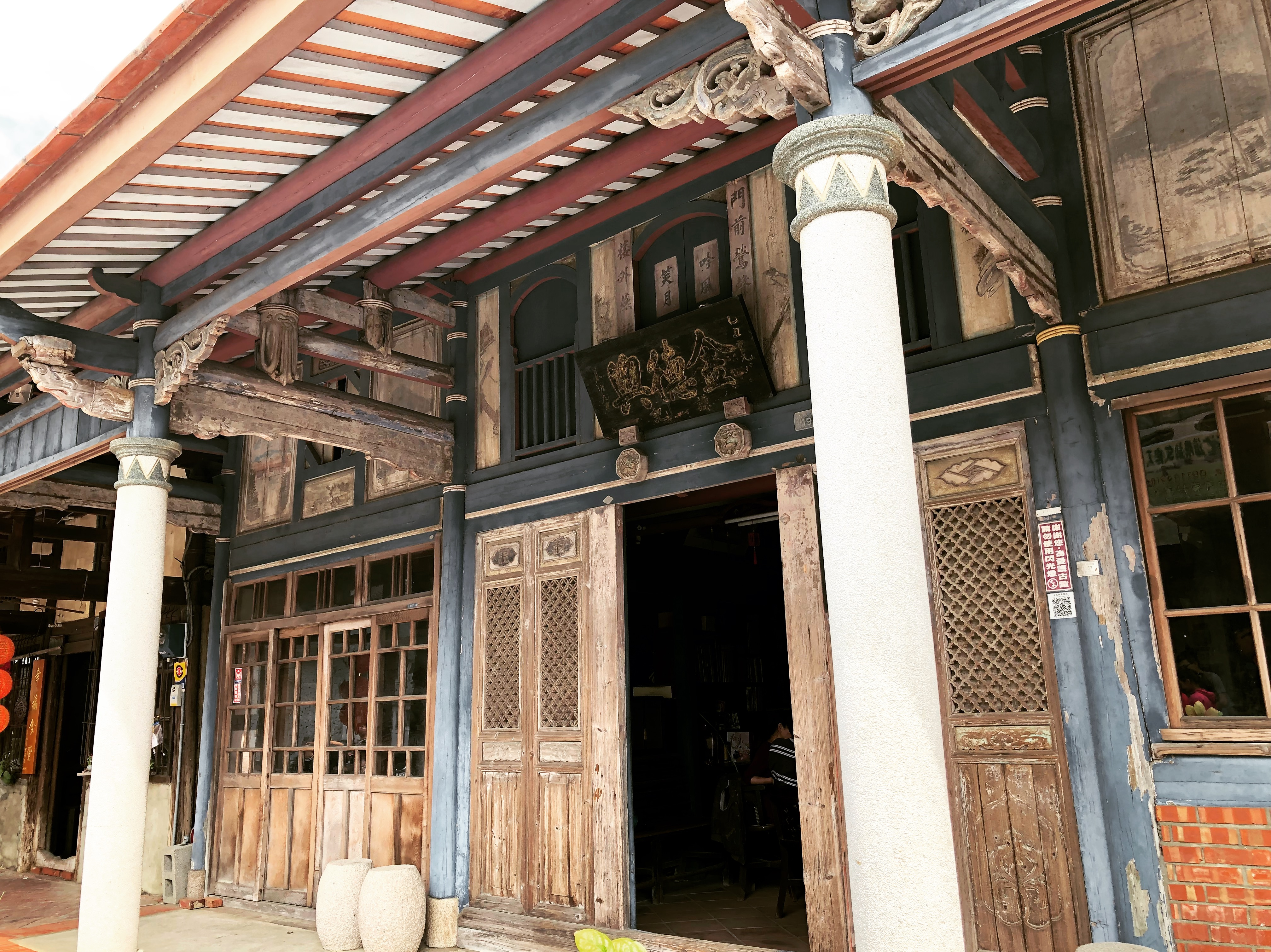
金德興藥舖

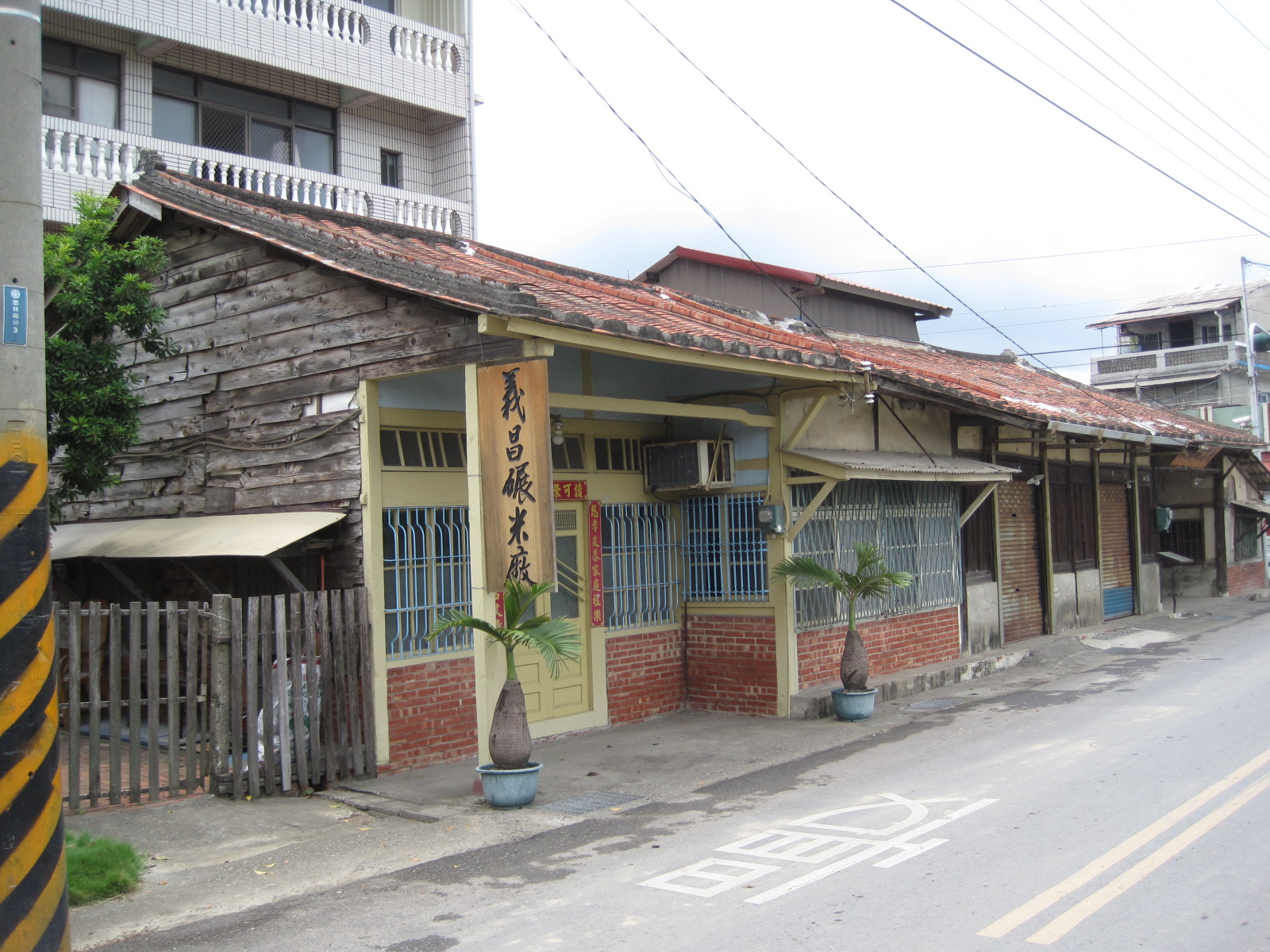
義昌碾米廠

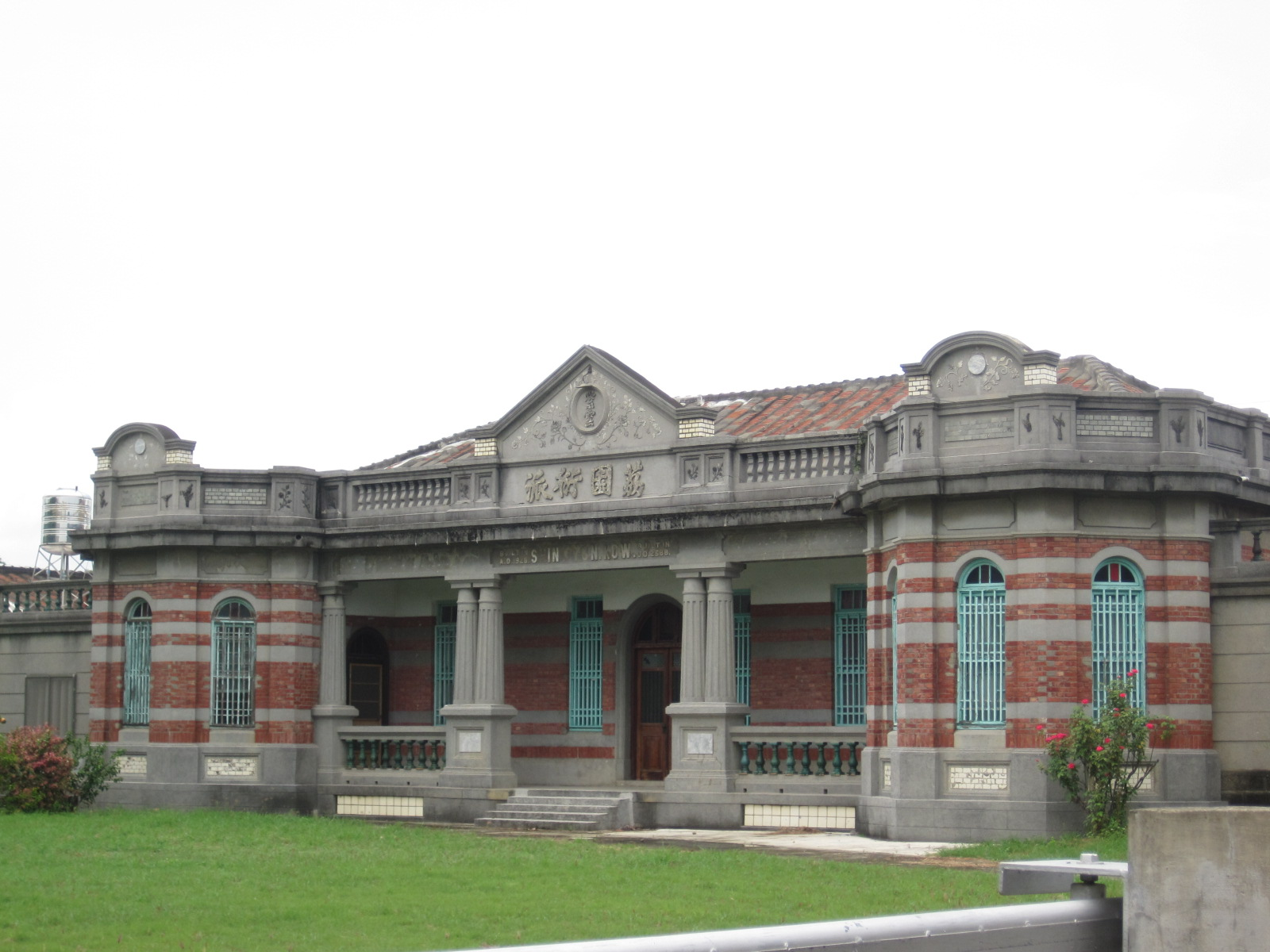
菁寮黃宅

清中葉時期，菁寮地區為栽種染料作物小菁與染織的小村落，為古官道台南府城（台南）到諸羅縣城（嘉義）重要中途驛站，因區位優勢，菁寮街市儼然成形，並成為八掌溪沿岸最繁華的聚落，俗稱「北勢街」。台灣日治時期實行市街改正，臨街面建築改建成營商用街屋，菁寮因結婚用品一應俱全，搏得「嫁妝街」美名。

## 著名景點
- 金德興藥舖
- 墨林文物館
- 豐昌商店
- 菁寮聖十字架天主堂
- 菁寮國小木造禮堂、辦公室暨日治時期升旗臺
- 義昌碾米廠

## 交通
- 大台南公車

| 編號   | 客運業者 | 路線                                     | 停靠站 |
| ------ | -------- | ---------------------------------------- | ------ |
| 黃6    | 新營客運 | 新營轉運站／新營站－菁寮－後壁火車站     | 菁寮   |
| 黃6-1  | 新營客運 | 新營轉運站／新營站－菁寮－土溝里－白河站 | 菁寮   |
| 黃16-1 | 新營客運 | 白河站－菁寮－鹿草－高鐵嘉義站           | 菁寮   |

## 外部連結
- 菁寮老街 （页面存档备份，存于）